# Eusandalum bicristatum
Eusandalum bicristatum är en stekelart som beskrevs av Jean Risbec 1951. Eusandalum bicristatum ingår i släktet Eusandalum och familjen hoppglanssteklar.
Artens utbredningsområde är:
- Algeriet.
- Senegal.

Inga underarter finns listade i Catalogue of Life.